# Setophaga citrina
Setophaga citrina là một loài chim trong họ Parulidae.